# Edlitz im Burgenland
Edlitz im Burgenland (ungarisch Abdalóc, kroatisch Hobdelci) ist eine Ortschaft und mit der Bezeichnung Edlitz eine Katastralgemeinde in der Gemeinde Deutsch Schützen-Eisenberg im Burgenland. Die Ortschaft hat 94 Einwohner (Stand 1. Jänner 2024).

## Lage
Der Ort befindet sich am westlichen Rand des Pinkabodens zwischen Höll und St. Kathrein im Burgenland und wird vom Rodlingbach durchflossen.

## Geschichte
Edlitz wird in der Beschreibung der Gemarkung Hettfehely in einer Urkunde von 1221 als Edelin erwähnt. Der Ort wurde in den ersten Türkenkriegen zerstört und um 1587 von Kroaten besiedelt.
Der Ort gehörte wie das gesamte Burgenland bis 1920/21 zu Ungarn (Deutsch-Westungarn). Ab 1898 musste aufgrund der Magyarisierungspolitik der Regierung in Budapest der ungarische Ortsname Abdalóc verwendet werden. Nach Ende des Ersten Weltkriegs wurde nach zähen Verhandlungen Deutsch-Westungarn in den Verträgen von St. Germain und Trianon 1919 Österreich zugesprochen. Seit 1921 gehört Edlitz zum damals neu gegründeten Bundesland Burgenland (siehe auch Geschichte des Burgenlandes).

Am 1. Jänner 1971 wurde Edlitz im Zuge des Gemeindestrukturverbesserungsgesetzes der burgenländischen Landesregierung mit den Orten Deutsch Schützen, Eisenberg an der Pinka, Höll und Sankt Kathrein im Burgenland zur neuen Gemeinde Deutsch Schützen-Eisenberg zusammengelegt.

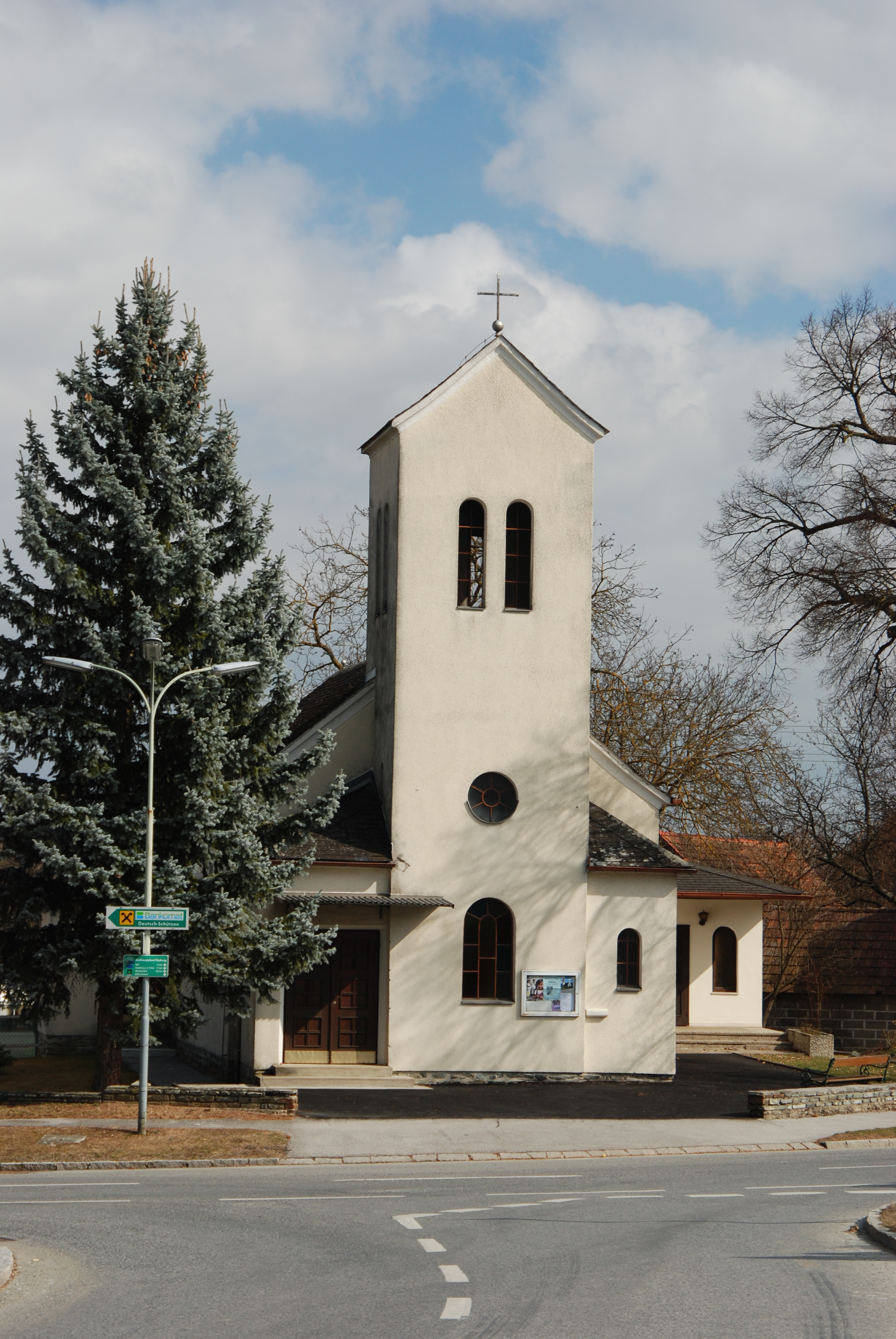
Filialkirche Edlitz im Burgenland
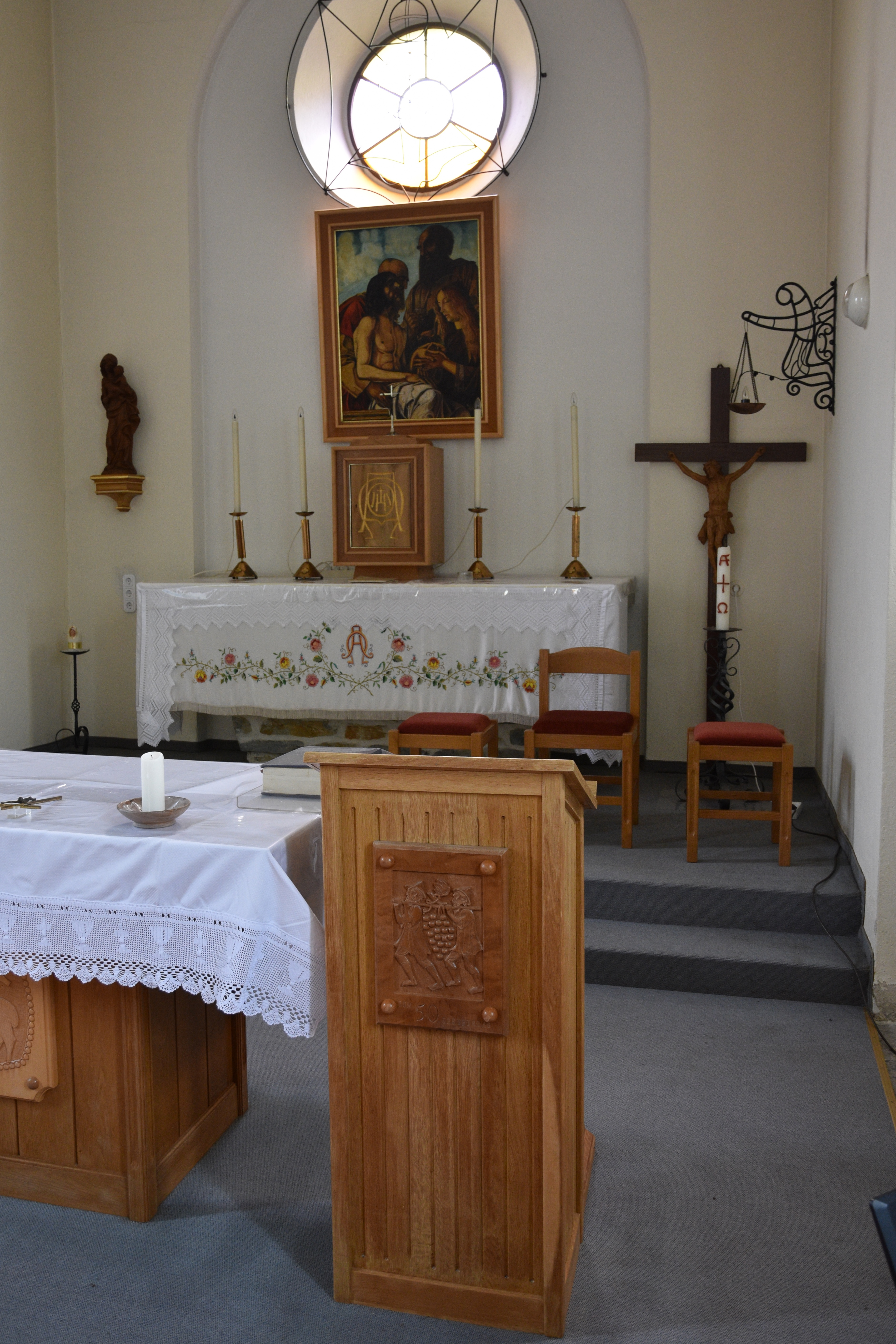
Innenansicht der Filialkirche Edlitz

## Persönlichkeiten
- Helmuth Schattovits (1939–2015), Betriebswirt und Verbandsfunktionär